# Thulebasen (band)
Thulebasen er et dansk eksperimenterende rockband bestående af Nis Bysted (guitar, vokal), Niels Kristian Eriksen (guitar, bas) og Felia Gram-Hansen (trommer). 
Nis Bysted, der også er stifter og medejer af pladeselskabet Escho, udgav i december 2008 soloalbummet "Guitar Wand" under navnet Thulebasen , men begyndte omkring samme tid at optræde sammen med Niels og Felia. Det første album som trio, "Gate 5", udkom i februar 2011 på Escho og Tambourhinoceros og var "resultatet af lidt over 100 koncerter på to år, fem dage i studiet, tre ugers miksning og ganske lang tid i prøvelejr"